# Nhện biển
Nhện biển, tên khoa học Pantopoda, là các động vật Chân khớp ở biển thuộc lớp Pycnogonida. Chúng phân bố trên toàn thế giới, đặc biệt ở Địa Trung Hải và Biển Ca ri bê, cũng như ở Bắc Băng Dương và Biển Nam Cực. Có hơn 1300 loài được biết đến, có kích thước từ 1 đến 10 milimét (0,039 đến 0,394 in) đến hơn 90 cm (35 in) ở một số loài sinh sống ở vùng nước sâu. Mặc dù "nhện biển" không phải là nhện thật sự, hoặc thậm chí arachnida, và không nên nhầm lẫn với nhện nước, phân loại truyền thống của họ là Chelicerata sẽ đặt chúng gần gũi hơn với con nhện thực sự khác cũng được biết đến nhện nước, chẳng hạn như côn trùng hay giáp xác. Tuy nhiên ngay cả điều này đang có tranh chấp, các bằng chứng di truyền cho thấy chúng thậm chí có thể là một nhóm chị em cổ đại cho tất cả các động vật chân đốt sống khác.